# Râul Gârlențu
Râul Gârlențu sau Râul Cârlionțu este un curs de apă afluent al râului Valea Padeșului.

## Hărți
- Harta munții Poiana Rusca  Arhivat în 12 martie 2010, la Wayback Machine.
- Harta județul Timiș